# 早瀬ゆか
早瀬 ゆか（はやせ ゆか、1月4日-）は日本の女性声優。所属は懸樋プロダクション。以前はヴォイスガレージに所属していた。愛知県出身。旧名：早川 由佳子。

## 出演

### テレビアニメ
- 東京マグニチュード8.0（2009年）

### OVA
- 花右京メイド隊（2004年、早苗八島）

### ゲーム
- 機動戦士ガンダム戦記 Lost War Chronicles（2002年、レーチェル・ミルスティーン）
- SDガンダム GGENERATION（2007年 - 2016年、レーチェル・ミルスティーン 他） - 2作品[一覧 1]

### オンラインゲーム
- 風林火山

### ドラマCD
- 方言恋愛 第一巻 愛知県

### ナレーション
- チャージ730!（テレビ東京）
- 食探訪記 パンチ佐藤の美味いぞニッポン!（Twellv）

### シリーズ一覧
1. ↑  『SPIRITS』（2007年）、『GENESIS』（2016年）